# Averrhoa
Averrhoa és un gènere de plantes amb flor de la família Oxalidaceae.

## Característiques
Són arbres de les zones tropicals. El nom del gènere deriva d'Averrois, l'astrònom, metge i filòsof del segle xii. De vegades l'espècie Phyllanthus acida és citada com Averrhoa acida.

## Taxonomia
Llista d'espècies :
- Averrhoa bilimbi L. - Bilimbi o cogombre de les Índies
- Averrhoa carambola L. - Caramboler
- Averrhoa dolichocarpa Rugayah i Sunarti
- Averrhoa leucopetala Rugayah i Sunarti
- Averrhoa microphylla Tardieu
- Averrhoa minima Perr.
- Averrhoa sinica Hance